# Areïlykos (Trojaner)
Areïlykos (altgriechisch Ἀρηίλυκος Arēílykos) oder Archilykos (Ἀρχίλυκος Archílykos) ist eine Gestalt der griechischen Mythologie.
Er war ein Trojaner, der in der Schlacht von Patroklos getötet wurde.